# Economia di San Marino
L' economia di San Marino è caratterizzata dalle sue ridotte dimensioni in termini assoluti (172°), ma elevati standard di vita, con un PIL pro-capite pari a 47.230$ (15°). I principali settori dell'economia sono il turismo, l'industria ed i servizi in generale, mentre il settore finanziario sta gradualmente perdendo di importanza in seguito allo scoppio della grande recessione nel 2007. Il rapido sviluppo dell'economia sammarinese nei decenni precedenti alla grande recessione è stato fortemente influenzato dalla ridotta pressione fiscale e dalla mancanza di trasparenza che hanno caratterizzato l'economia sammarinese, almeno fino all'abolizione del segreto societario (2010) e di quello bancario (2017). 
L'economia sammarinese gode di importanti relazioni commerciali con i paesi membri dell'Unione Europea ed, in particolare, con la vicina Italia. Pur non facendo parte dell'UE, il paese vi è legato da un'unione monetaria e doganale.

## Storia

### Dal dopoguerra alla prima crisi petrolifera
L'economia di San Marino esce dalla seconda guerra mondiale con una struttura molto debole formata da poche imprese industriali e con una quota rilevante di occupazione in agricoltura e nel settore pubblico. Nel 1950, infatti, su un totale di circa 3000 addetti, i due settori occupano rispettivamente 1700 e 1000 dipendenti.
Nel corso degli anni successivi, l'occupazione nel settore pubblico aumenta debolmente, fino ad arrivare ai 2000 addetti nel 1974, mentre il numero di occupati nel settore privato registra un incremento molto più sostenuto. Tra il 1950 e il 1974, infatti, il settore privato aumenta di 240 addetti all'anno fino a raggiungere i 7100 occupati. I settori trainanti sono quello delle costruzioni, con 1600 dipendenti e soprattutto quello dell'industria manifatturiera, che raggiunge quasi le 3000 unità. A fronte di questi incrementi, il settore agricolo riduce invece la propria occupazione di circa 1000 addetti.

### Gli anni della tassa petrolifera
Gli effetti della tassa petrolifera si manifestano nella Repubblica in un mutamento della struttura dell'economia che ha rappresentato una risposta efficace sia come sostegno alla crescita del PIL che, seppur in minor misura, dal punto di vista occupazionale. 
Il numero di dipendenti totali nel settore privato continua a crescere, anche se solo di circa 850 unità raggiungendo gli 8100 addetti. Al contrario, il settore dell'industria manifatturiera, il quale al momento dello scoppio del primo shock petrolifero rappresentava la struttura portante dell'economia sammarinese, accelera la crescita proprio in questi anni e, con più di 4000 addetti, occupa nel 1986 una quota superiore alla metà dei dipendenti totali. Questo risultato è principalmente collegato alla capacità di adattamento alle condizioni di mercato da parte delle nuove imprese del settore dell'industria. Anche il comparto commerciale inizia la sua crescita nel corso di questo periodo, guadagnandosi un ruolo significativo all'interno dello scenario economico sammarinese. Si affaccia inoltre nell'economia del Titano il settore della finanza, il cui peso in termini di occupazione è tuttavia ancora trascurabile. Al contrario, i settori delle costruzioni e dell'agricoltura subiscono maggiormente lo shock, dimezzando entrambi il numero di occupati, mentre il comparto dei servizi non finanziari registra un calo degli addetti pari al 25%.

### Il boom economico
Nel periodo tra il 1987 e lo scoppio della bolla internet del 2000, l'economia di San Marino realizza a pieno il suo miracolo economico. In questa fase, infatti, al continuo e rapido aumento del PIL, si combinano tassi di crescita dell'occupazione elevati. Settori trainanti sono soprattutto quelli dell'industria, del commercio e dei servizi non finanziari, i quali sono affiancati da variazioni significativamente positive anche da parte di tutti gli altri comparti ad eccezione dell'agricoltura. In particolare, su un totale di circa 14 000 dipendenti privati nel 2000, l'industria manifatturiera ne assorbe 6000 e il settore del commercio più di 3000, raddoppiando il numero di addetti rispetto al 1986. Questi comparti continuano quindi a caratterizzare la struttura dell'economia di San Marino, che vede crescere però, in questa fase, l'importanza del ruolo del settore dei servizi non finanziari. Questo comparto registra infatti la crescita più significativa in termini occupazionali, con un livello pari al 260% in più rispetto al 1986. 
In questo contesto di elevata crescita dell'occupazione, l'economia del Titano assorbe inoltre progressivamente un elevato numero di lavoratori frontalieri, il cui totale supera le 4500 unità nel 2000. In questa fase il settore pubblico perde progressivamente peso e, nel 2000, occupa circa un quarto dei lavoratori.

### Il periodo della finanza
La fase che ha inizio nel 2000 si caratterizza per un significativo rallentamento dei tassi di crescita, culminato nel 2009 con una caduta superiore al 12% del PIL a seguito della crisi finanziaria internazionale. Negli anni antecedenti lo scoppio della crisi del 2008, l'economia della Repubblica, infatti, era cresciuta a tassi superiori ai valori medi dei paesi dell'area dell'euro, ma tra i più bassi registrati a San Marino dal dopoguerra in poi. Questo rallentamento è collegato al raggiungimento di una piena occupazione interna, testimoniata dal limitato incremento della percentuale di occupati residenti a fronte di un ulteriore aumento dei lavoratori frontalieri, che nel 2008 hanno raggiunto le 6650 unità. In questa fase il settore pubblico si è ulteriormente ridotto fino ad occupare meno del 20% dei lavoratori nel 2009.
Il solo settore che ha incrementato significativamente il numero di addetti in questi anni è quello della finanza superando i 1000 dipendenti nel 2009 e guadagnando così una posizione di rilievo nell'economia della Repubblica. Va sottolineato che dal punto di vista occupazionale il settore finanziario raggiunge solo in questo periodo un peso significativo (6,5% sul totale dei dipendenti nel settore privato). Inoltre, il peso del settore finanziario raggiunge il 20% in termini di PIL grazie alla maggior retribuzione pro capite che caratterizza questo settore e alla maggior quota di Risultato Lordo di Gestione da esso generato.

### La crisi economica
Negli anni successivi allo scoppio della grande recessione globale nel 2007 l'economia sammarinese ha subito un'importante contrazione, in particolare nel settore bancario e finanziario, con il prodotto interno lordo che ha subito un crollo del 40% dal 2008 al 2019. Nello stesso periodo, la raccolta bancaria si è più che dimezzata, passando dai 13,8 miliardi del 2008 ai 5,2 miliardi del 2019, in gran parte riconducibile all'emanazione dello scudo fiscale da parte del governo italiano. Il crollo della raccolta ha portato ad una importante crisi di liquidità, aggravata dal fatto che le banche sammarinesi non possono ricevere prestiti dalla Banca Centrale Europea, che ha avuto importanti conseguenze come la nazionalizzazione della Cassa di Risparmio, la principale banca del paese, e la liquidazione di numerose banche minori tra cui Asset Banca. Una fonte di particolare preoccupazione è legata ai cosiddetti crediti dubbi (NPL, Non-Performing Loans) che nel 2019 ammontavano a 1,6 miliardi di euro, pari al 62% degli impieghi del sistema bancario e a circa il 114% del PIL.
A partire dal 2007 San Marino ha avviato un graduale percorso di riforme al fine di conseguire una maggiore trasparenza in ambito finanziario e societario, con l'abolizione del segreto societario nel 2010 e di quello bancario nel 2017. San Marino coopera attivamente con le organizzazioni internazionali, in particolare Consiglio d'Europa ed Unione Europea, per quanto riguarda la lotta al riciclaggio e al finanziamento del terrorismo. Grazie a questi sforzi sono stati raggiunti importanti obiettivi, come la rimozione dalla lista nera italiana dei paradisi fiscali nel 2014 e dalla lista nera dell'Ecofin nel 2017.
In seguito alla profonda crisi economica che ha scosso il paese fin nelle sue fondamenta, anche le finanze pubbliche hanno subito un notevole deterioramento, passando da un surplus di bilancio negli anni precedenti alla crisi, ad un importante disavanzo negli anni seguenti, in conseguenza soprattutto del salvataggio di numerose banche. Il Fondo Monetario Internazionale stima che il rapporto debito/PIL reale abbia raggiunto l'86% nel 2020, a fronte di un dato ufficiale pari al 32%

## Struttura economica
L'economia sammarinese vede il settore industria contribuire al Prodotto Interno Lordo per il 33,3%, a seguire il settore Credito e Assicurazioni con un 17,6%, i Servizi con il 13,6%, la Pubblica Amministrazione con il 12,9%, il Commercio con il 13,5%, le Costruzioni con il 5,9% i Trasporti e Comunicazioni con il 2,4%, Alberghi e Ristoranti con lo 0,6%, l'Agricoltura con lo 0,1% (dati 2009).
La Repubblica di San Marino conta, a fine 2011, 5608 imprese così suddivise:
- 3208 società
- 1161 imprese individuali
- 738 attività libero professionali
- 74 cooperative
- 8 consorzi
- 419 enti vari

Imprese per ramo di attività economica
| Settore                                                 | Numero imprese | Numero dipendenti |
| ------------------------------------------------------- | -------------- | ----------------- |
| Agricoltura                                             | 27             | 81                |
| Industrie manifatturiere                                | 512            | 5354              |
| Costruzioni e impianti                                  | 400            | 1171              |
| Commercio                                               | 1486           | 2999              |
| Alberghi e ristoranti                                   | 40             | 242               |
| Trasporti e comunicazioni                               | 176            | 547               |
| Attività finanziarie                                    | 96             | 1010              |
| Attività immobiliari, informatica, servizi alle imprese | 2024           | 2261              |
| Istruzione                                              | 15             | 49                |
| Sanità e assistenza sociale                             | 120            | 227               |
| Altri servizi                                           | 658            | 1119              |
| Totale                                                  | 5608           | 15006             |

Il numero di lavoratori frontalieri è 5713 (dicembre 2011).
Nel 2009 il prodotto interno lordo a prezzi correnti ammontava a 1.102 milioni di Euro. Nello stesso anno il prodotto nazionale lordo pro capite a prezzi correnti ammontava a 24.990 Euro. San Marino ha uno dei più bassi tassi di disoccupazione d'Europa pari al 5,47% nel 2011.
La trasformazione della società da rurale a post-industriale è testimoniata dal dato sugli impiegati nell'agricoltura. Se nel 1908 il primario assorbiva più del 70% della popolazione, la percentuale scende al 41% nel 1947, all'8,5% nel 1974 e a meno del 2% dagli anni '90.

### Curiosità
Pur non essendo un membro dell'Unione europea, il Consiglio europeo ha consentito a San Marino di utilizzare l'euro come valuta nazionale. Come gli altri Paesi della zona euro, San Marino può coniare monete personalizzate nella faccia nazionale. Prima dell'euro, la moneta adottata era la lira sammarinese, agganciata e intercambiabile con la lira italiana.
I sindacati sammarinesi sono divisi in tre confederazioni autonome: Confederazione Democratica dei Lavoratori Sammarinesi (CDLS) e Confederazione Sammarinese del Lavoro (CSdL), che insieme formano la Centrale Sindacale Unitaria (CSU) e l'Unione Sammarinese Lavoratori (USL).

## Principali dati economici
- PIL a prezzi correnti: 1401,7 milioni di Euro (2018)
- PIL pro capite: 40 523 Euro (2018)
- tasso di crescita del PIL reale: +1,7% (2018)
- tasso di inflazione: +1,8% (2018)
- forza lavoro: 23 963 (2019)
- tasso di partecipazione: 72,26% (2019)
- distribuzione della forza lavoro per settori: servizi: 43%; industria: 36%; pubblica amministrazione: 21% (2009)
- tasso di disoccupazione: 7,66% (2019)
- tasso di occupazione: 67.86% (2019)
- disavanzo di bilancio: -1,6%/PIL (2018)
- debito pubblico nominale: 30,3%/PIL (2018)
- debito pubblico implicito: 78.8%/PIL (2018)
- Saldo di conto corrente della bilancia dei pagamenti: -6,942 milioni di euro (2017)
- moneta: euro

Fonte: Ufficio di Statistica di San Marino (https://www.statistica.sm)